# Julie Smith (Softballspielerin)
Julie M. Smith (* 10. Mai 1968 in Glendora) ist eine ehemalige US-amerikanische Softballspielerin.

## Karriere
Smith gewann mit der US-amerikanischen Softballnationalmannschaft bei den Olympischen Spielen 1996 in Atlanta die Goldmedaille. Auch bei den Panamerikanischen Spielen war sie überaus erfolgreich: 1991, 1995 und 1999 sicherte sie sich jeweils Gold. Zudem wurde sie 1994 und 1998 Weltmeisterin.
Ihre Collegekarriere begann an der Texas A&M University, ehe sie zur California State University, Fresno wechselte, wo sie in der Big West Conference spielte. Dort wurde sie drei Mal als All-American ausgezeichnet.
Nach ihrer aktiven Laufbahn übernahm Smith verschiedene Funktionen im Softball: 2005 war sie in der National Pro Fastpitch als Trainerin und Geschäftsführerin des Teams New York/New Jersey Juggernaut tätig. Von 2007 bis 2019 trainierte sie das Softballteam der University of La Verne.